# Audiência de custódia
Audiência de custódia é um ato do direito processual penal em que o acusado por um crime, preso em flagrante, tem direito a ser ouvido por um juiz, de forma a que este avalie eventuais ilegalidades em sua prisão. Este instrumento é previsto internacionalmente, pelo Pacto de San José da Costa Rica.
Durante a audiência, o juiz analisará a prisão sob o aspecto da legalidade, da necessidade e da adequação da continuidade da prisão ou da eventual concessão de liberdade com ou sem a imposição de outras medidas cautelares. O juiz poderá avaliar também eventuais ocorrências de tortura ou de maus-tratos, entre outras irregularidades.

## No Brasil
No Brasil, o Conselho Nacional de Justiça (CNJ) lançou um projeto para garantir a realização de audiências de custódia para todos os presos, e editou a Resolução n. 213/2015 como forma de estabelecer um procedimento para todo o ordenamento jurídico. Com o advento da Lei 13.964/2019, conhecida como Pacote ou Lei Anticrime, o artigo 310 do Código de Processo Penal foi alterado e introduzida a obrigatória realização da audiência de custódia nos casos de prisão em flagrante, no prazo máximo de até 24 horas após a realização da prisão.
Nesta audiência de custódia, o magistrado pode determinar a prisão preventiva, liberdade provisória ou a aplicação de medidas cautelares, previstas no Art. 319 do Código de Processo Penal, tal como o comparecimento periódico em juízo, proibição de acesso a determinados lugares, proibição de manter contato com determinada pessoa, internação provisória, recolhimento domiciliar e monitoração eletrônica, além de fiança, nas infrações que a admitem.  
No decorrer da Audiência de Custódia, os direitos do detido são esclarecidos e a legitimidade da detenção é examinada. Se a prisão for julgada ilegal, a liberdade deve ser concedida de imediato. 
O §4, do artigo 310 permite o relaxamento da prisão do acusado, ou seja, ele será solto caso essa audiência não ocorra no prazo de 24 horas, e a prisão será considerada ilegal. Entretanto, a eficácia deste parágrafo foi suspensa por meio de um pedido liminar deferido em sede da Ação Direta de Inconstitucionalidade n. 6298, ainda pendente de julgamento.